# Big Wells
Big Wells es una ciudad ubicada en el condado de Dimmit en el estado estadounidense de Texas. En el Censo de 2020 tenía una población de 544 habitantes y una densidad poblacional de 380,42 personas por km².

## Geografía
Big Wells se encuentra ubicada en las coordenadas 28°34′12″N 99°34′13″O / 28.57000, -99.57028. Según la Oficina del Censo de los Estados Unidos, Big Wells tiene una superficie total de 1.43 km², de la cual 1.43 km² corresponden a tierra firme y (0%) 0 km² es agua.

## Demografía
Según el censo de 2010, había 697 personas residiendo en Big Wells. La densidad de población era de 487,41 hab./km². De los 697 habitantes, Big Wells estaba compuesto por el 90.96% blancos, el 0.72% eran afroamericanos, el 0.57% eran amerindios, el 0.14% eran asiáticos, el 0% eran isleños del Pacífico, el 3.87% eran de otras razas y el 3.73% pertenecían a dos o más razas. Del total de la población el 94.12% eran hispanos o latinos de cualquier raza.